# Danilo (labdarúgó, 2001)
Danilo dos Santos de Oliveira (Salvador da Bahia, 2001. április 19.) brazil korosztályos válogatott labdarúgó, a Nottingham Forest játékosa.

## Pályafutása

### Klubcsapatokban
A Bahia, a Jacuipense, a Cajazeirense és a Palmeiras korosztályos csapataiban nevelkedett.
2018. május 5-én mutatkozott be 17 évesen a Cajazeirense felnőtt csapatában csereként a Conquista ellen 4–0-ra megnyert bajnoki mérkőzésen. 2018 nyarán kölcsönbe került a Palmeiras csapatához. 2020. szeptember 6-án mutatkozott be a Série A-ban Patrick de Paula cseréjeként a Red Bull Bragantino ellen 2–1-re megnyert találkozón. Szeptember 10-én végleg szerződtették és öt évre írt alá. 2023. január 16-án az angol Nottingham Forest csapatába igazolt 20 millió euróért és 2029 nyaráig.

### A válogatottban
2020. október 22-én André Jardine szövetségi kapitány meghívta az U20-as válogatott edzésére. 2022. május 11-én a felnőtt válogatott szövetségi kapitánya Tite meghívta a Dél-Korea és a Japán elleni felkészülési mérkőzésekre. Pályára egyik találkozón sem lépett.

## Sikerei, díjai

### Klub
- Palmeiras
  - Copa Libertadores: 2020, 2021
  - Brazil bajnok: 2022
  - Brazil kupa: 2020
  - Recopa Sudamericana: 2022
  - São Paulo állami bajnok: 2022

### Egyéni
- FIFA-klubvilágbajnokság – Bronzlabda: 2021[11]
- São Paulo állami bajnok – Az Év csapatának tagja: 2022